# Aristolochia linnemannii
Aristolochia linnemannii là một loài thực vật có hoa trong họ Aristolochiaceae. Loài này được Warb. mô tả khoa học đầu tiên năm 1891.